# Virtual Fishing
Virtual Fishing (バーチャルフィッシング) é um jogo eletrônico de pescaria que foi lançado para o portátil Virtual Boy, em 1995, exclusivamente para o Japão. O seu lançamento para a América do Norte foi cancelada devido à impopularidade do portátil Virtual Boy.